# Wyścig Węgier WTCC 2015
Wyścig Węgier WTCC 2015 – trzecia runda World Touring Car Championship w sezonie 2015. Rozegrała się w dniach 1-3 maja 2015 w Budapeszcie na torze Hungaroring.

## Lista startowa
| Nr | Kierowca            | Zespół                          | Samochód                | Opony |
| -- | ------------------- | ------------------------------- | ----------------------- | ----- |
| 2  | Gabriele Tarquini   | Honda Racing Team JAS           | Honda Civic WTCC        | Y     |
| 3  | Tom Chilton         | ROAL Motorsport                 | Chevrolet RML Cruze TC1 | Y     |
| 4  | Tom Coronel         | ROAL Motorsport                 | Chevrolet RML Cruze TC1 | Y     |
| 5  | Norbert Michelisz   | Zengő Motorsport                | Honda Civic WTCC        | Y     |
| 7  | Hugo Valente        | Campos Racing                   | Chevrolet RML Cruze TC1 | Y     |
| 9  | Sébastien Loeb      | Citroën Total WTCC              | Citroën C-Elysée WTCC   | Y     |
| 11 | Grégoire Demoustier | Craft-Bamboo                    | Chevrolet RML Cruze TC1 | Y     |
| 12 | Robert Huff         | Lada Sport Rosneft              | Łada Vesta              | Y     |
| 14 | Michaił Kozłowski   | Lada Sport Rosneft              | Łada Vesta              | Y     |
| 15 | James Thompson      | Lada Sport Rosneft              | Łada Vesta              | Y     |
| 18 | Tiago Monteiro      | Honda Racing Team JAS           | Honda Civic WTCC        | Y     |
| 25 | Mehdi Bennani       | Sébastien Loeb Racing           | Citroën C-Elysée WTCC   | Y     |
| 26 | Stefano D'Aste      | ALL–INKL.COM Münnich Motorsport | Chevrolet RML Cruze TC1 | Y     |
| 27 | John Filippi        | Campos Racing                   | Chevrolet RML Cruze TC1 | Y     |
| 33 | Ma Qinghua          | Citroën Total WTCC              | Citroën C-Elysée WTCC   | Y     |
| 37 | José María López    | Citroën Total WTCC              | Citroën C-Elysée WTCC   | Y     |
| 68 | Yvan Muller         | Citroën Total WTCC              | Citroën C-Elysée WTCC   | Y     |
| Nr | Kierowca            | Zespół                          | Samochód                | Opony |

## Wyniki

### I Sesja treningowa
| Nr | Kierowca         | Konstruktor        | Czas     | Okr. |
| -- | ---------------- | ------------------ | -------- | ---- |
| 37 | José María López | Citroën Total WTCC | 2:11,930 | 11   |

### II Sesja treningowa
| Nr | Kierowca         | Konstruktor        | Czas     | Okr. |
| -- | ---------------- | ------------------ | -------- | ---- |
| 37 | José María López | Citroën Total WTCC | 2:11,506 | 6    |

### Kwalifikacje
Źródło: fiawtcc.com
| Poz. | Nr | Kierowca            | Konstruktor           | Q1       | Q2       | Q3       | Poz. s. |
| --- | --- | ------------------- | --------------------- | -------- | -------- | -------- | ------- |
| 1 | 68 | Yvan Muller         | Citroën Total WTCC    | 1:49,269 | 1:49,191 | 1:48,848 | 1       |
| 2 | 7 | Hugo Valente        | Campos Racing         | 1:50,709 | 1:49,518 | 1:49,081 | 2       |
| 3 | 37 | José María López    | Citroën Total WTCC    | 1:49,988 | 1:49,171 | 1:49,567 | 3       |
| 4 | 9 | Sébastien Loeb      | Citroën Total WTCC    | 1:50,753 | 1:49,281 | 1:49,572 | 4       |
| 5 | 33 | Ma Qinghua          | Citroën Total WTCC    | 1:50,764 | 1:49,763 | –        | 5       |
| 6 | 18 | Tiago Monteiro      | Honda Racing Team JAS | 1:50,053 | 1:49,819 | –        | 6       |
| 7 | 12 | Robert Huff         | Lada Sport Rosneft    | 1:49,929 | 1:49,834 | –        | 7       |
| 8 | 4 | Tom Coronel         | ROAL Motorsport       | 1:51,549 | 1:50,021 | –        | 8       |
| 9 | 3 | Tom Chilton         | ROAL Motorsport       | 1:50,791 | 1:50,284 | –        | 9       |
| 10 | 5 | Norbert Michelisz   | Zengő Motorsport      | 1:50,820 | 1:50,301 | –        | 10      |
| 11 | 25 | Mehdi Bennani       | Sébastien Loeb Racing | 1:50,882 | 1:50,384 | –        | 11      |
| 12 | 26 | Stefano D'Aste      | Münnich Motorsport    | 1:51,686 | 1:51,745 | –        | 12      |
| 13 | 27 | John Filippi        | Campos Racing         | 1:51,715 | –        | –        | 13      |
| 14 | 15 | James Thompson      | Lada Sport Rosneft    | 1:52,153 | –        | –        | 14      |
| 15 | 11 | Grégoire Demoustier | Craft-Bamboo          | 1:52,355 | –        | –        | 15      |
| 16 | 14 | Michaił Kozłowski   | Lada Sport Rosneft    | 1:54,179 | –        | –        | 16      |
| 17 | 2 | Gabriele Tarquini   | Honda Racing Team JAS | -        | -        | -        | 17      |
| Poz. | Nr | Kierowca            | Konstruktor           | Q1       | Q2       | Q3       | Poz. s. |
| \| Legenda \| Legenda \| \| ------------------------ \| ---------------------------------------------------------------------------------------------------------------------------------------------------------------------------------------------------------------------------------------------------------------- \| \| Poz. Nr Q1 Q2 Q3 Poz. s. \| Pozycja zajęta w sesji kwalifikacyjnej Numer startowy kierowcy Wynik uzyskany w pierwszej części kwalifikacji Wynik uzyskany w drugiej części kwalifikacji Wynik uzyskany w trzeciej części kwalifikacji Pozycja startowa po uwzględnięniu kar, przesunięć, itp. \| | |                     |                       |          |          |          |         |
| Legenda | |                     |                       |          |          |          |         |
| Poz. Nr Q1 Q2 Q3 Poz. s. | Pozycja zajęta w sesji kwalifikacyjnej Numer startowy kierowcy Wynik uzyskany w pierwszej części kwalifikacji Wynik uzyskany w drugiej części kwalifikacji Wynik uzyskany w trzeciej części kwalifikacji Pozycja startowa po uwzględnięniu kar, przesunięć, itp. |                     |                       |          |          |          |         |

### Wyścig 1

#### Wyścig
Źródło: Wyprzedź Mnie!
| P                                                     | + / – | Nr | Kierowca            | Konstruktor           | Okr. | Czas / Strata | Komentarz |
| ----------------------------------------------------- | ----- | -- | ------------------- | --------------------- | ---- | ------------- | --------- |
| 1                                                     | 2     | 37 | José María López    | Citroën Total WTCC    | 14   | 24:11,868     |           |
| 2                                                     | 1     | 68 | Yvan Muller         | Citroën Total WTCC    | 14   | +0:03,958     |           |
| 3                                                     | 1     | 7  | Hugo Valente        | Campos Racing         | 14   | +0:10,290     |           |
| 4                                                     | 1     | 33 | Ma Qinghua          | Citroën Total WTCC    | 14   | +0:11,059     |           |
| 5                                                     | 1     | 18 | Tiago Monteiro      | Honda Racing Team JAS | 14   | +0:11,523     |           |
| 6                                                     | 2     | 9  | Sébastien Loeb      | Citroën Total WTCC    | 14   | +0:14,102     |           |
| 7                                                     | 2     | 3  | Tom Chilton         | ROAL Motorsport       | 14   | +0:14,805     |           |
| 8                                                     | 5     | 37 | Norbert Michelisz   | Zengő Motorsport      | 14   | +0:15,548     |           |
| 9                                                     | 2     | 12 | Robert Huff         | Lada Sport Rosneft    | 14   | +0:17,642     |           |
| 10                                                    | 2     | 4  | Tom Coronel         | ROAL Motorsport       | 14   | +0:18,104     |           |
| 11                                                    | 6     | 2  | Gabriele Tarquini   | Honda Racing Team JAS | 14   | +0:18,522     |           |
| 12                                                    | 1     | 25 | Mehdi Bennani       | Sébastien Loeb Racing | 14   | +0:23,764     |           |
| 13                                                    | 2     | 11 | Grégoire Demoustier | Craft-Bamboo          | 14   | +0:35,625     |           |
| 14                                                    | 1     | 27 | John Filippi        | Campos Racing         | 14   | +0:45,968     |           |
| 15                                                    | 3     | 26 | Stefano D'Aste      | Münnich Motorsport    | 14   | +0:48,486     |           |
| Niesklasyfikowani                                     |       |    |                     |                       |      |               |           |
|                                                       |       | 14 | Michaił Kozłowski   | Lada Sport Rosneft    | 6    |               |           |
| Nie wystartowali / niedopuszczeni do ponownego startu |       |    |                     |                       |      |               |           |
|                                                       |       | 15 | James Thompson      | Lada Sport Rosneft    |      |               |           |
| P                                                     | + / – | Nr | Kierowca            | Konstruktor           | Okr. | Czas / Strata | Komentarz |

#### Najszybsze okrążenie
| Nr | Kierowca         | Konstruktor        | Czas     | Okr. |
| -- | ---------------- | ------------------ | -------- | ---- |
| 37 | José María López | Citroën Total WTCC | 1:50,282 | 5    |

#### Prowadzenie w wyścigu
| Nr                              | Kierowca         | Okrążenia | Suma |
| ------------------------------- | ---------------- | --------- | ---- |
| 37                              | José María López | 1-14      | 14   |
| 1                               | Yvan Muller      | 1         | 0    |
| \| Wykres \| \| ------ \| \| \| |                  |           |      |
| Wykres                          |                  |           |      |
|                                 |                  |           |      |

### Wyścig 2

#### Wyścig
Źródło: Wyprzedź Mnie!
| P                                                     | + / –     | Nr | Kierowca            | Konstruktor           | Okr. | Czas / Strata | Komentarz |
| ----------------------------------------------------- | --------- | -- | ------------------- | --------------------- | ---- | ------------- | --------- |
| 1                                                     | Bez zmian | 5  | Norbert Michelisz   | Zengő Motorsport      | 14   | 26:00,367     |           |
| 2                                                     | 1         | 4  | Tom Coronel         | ROAL Motorsport       | 14   | +0:07,103     |           |
| 3                                                     | 1         | 3  | Tom Chilton         | ROAL Motorsport       | 14   | +0:09,315     |           |
| 4                                                     | 1         | 18 | Tiago Monteiro      | Honda Racing Team JAS | 14   | +0:10,176     |           |
| 5                                                     | 2         | 9  | Sébastien Loeb      | Citroën Total WTCC    | 14   | +0:11,235     |           |
| 6                                                     | 2         | 37 | José María López    | Citroën Total WTCC    | 14   | +0:12,040     |           |
| 7                                                     | 3         | 68 | Yvan Muller         | Citroën Total WTCC    | 14   | +0:13,065     |           |
| 8                                                     | 1         | 7  | Hugo Valente        | Campos Racing         | 14   | +0:18,639     |           |
| 9                                                     | 3         | 33 | Ma Qinghua          | Citroën Total WTCC    | 14   | +0:19,826     |           |
| 10                                                    | 4         | 11 | Grégoire Demoustier | Craft-Bamboo          | 14   | +0:30,021     |           |
| 11                                                    | 2         | 27 | John Filippi        | Campos Racing         | 14   | +0:38,660     |           |
| 12                                                    | Bez zmian | 26 | Stefano D'Aste      | Münnich Motorsport    | 14   | +0:42,030     |           |
| 13                                                    | 2         | 2  | Gabriele Tarquini   | Honda Racing Team JAS | 14   | +1:11,284     |           |
| Niesklasyfikowani                                     |           |    |                     |                       |      |               |           |
|                                                       |           | 14 | Michaił Kozłowski   | Lada Sport Rosneft    | 6    |               |           |
|                                                       |           | 25 | Mehdi Bennani       | Sébastien Loeb Racing | 1    |               |           |
|                                                       |           | 12 | Robert Huff         | Lada Sport Rosneft    | 1    |               |           |
| Nie wystartowali / niedopuszczeni do ponownego startu |           |    |                     |                       |      |               |           |
|                                                       |           | 15 | James Thompson      | Lada Sport Rosneft    |      |               |           |
| P                                                     | + / –     | Nr | Kierowca            | Konstruktor           | Okr. | Czas / Strata | Komentarz |

#### Najszybsze okrążenie
| Nr | Kierowca          | Konstruktor           | Czas     | Okr. |
| -- | ----------------- | --------------------- | -------- | ---- |
| 2  | Gabriele Tarquini | Honda Racing Team JAS | 1:50,356 | 5    |

#### Prowadzenie w wyścigu
| Nr                              | Kierowca          | Okrążenia | Suma |
| ------------------------------- | ----------------- | --------- | ---- |
| 5                               | Norbert Michelisz | 1-14      | 14   |
| \| Wykres \| \| ------ \| \| \| |                   |           |      |
| Wykres                          |                   |           |      |
|                                 |                   |           |      |

## Klasyfikacja po zakończeniu rundy

### Kierowcy
| P  | +/− | Kierowca            | Starty | Punkty | P1 | P2 | P3 | PP | NO | NS |
| -- | --- | ------------------- | ------ | ------ | -- | -- | -- | -- | -- | -- |
| 1  | 0   | José María López    | 6      | 129    | 3  | 1  | 1  | 2  | 4  | -  |
| 2  | 0   | Sébastien Loeb      | 6      | 96     | 1  | 1  | 2  | -  | 1  | -  |
| 3  | 0   | Yvan Muller         | 6      | 86     | 1  | 2  | -  | 1  | -  | -  |
| 4  | +2  | Tiago Monteiro      | 6      | 58     | -  | -  | 1  | -  | -  | 1  |
| 5  | −1  | Ma Qinghua          | 6      | 53     | -  | 1  | -  | -  | -  | -  |
| 6  | +3  | Norbert Michelisz   | 6      | 47     | 1  | -  | -  | 1  | -  | -  |
| 7  | +1  | Tom Chilton         | 6      | 42     | -  | -  | 1  | -  | -  | -  |
| 8  | −3  | Gabriele Tarquini   | 6      | 38     | -  | -  | -  | -  | 1  | -  |
| 9  | +4  | Hugo Valente        | 5      | 27     | -  | -  | 1  | -  | -  | 1  |
| 10 | −3  | Mehdi Bennani       | 6      | 26     | -  | -  | -  | -  | -  | 1  |
| 11 | +8  | Tom Coronel         | 6      | 19     | -  | 1  | -  | -  | -  | 3  |
| 12 | −2  | Stefano D'Aste      | 6      | 12     | -  | -  | -  | -  | -  | 1  |
| 13 | −2  | James Thompson      | 4      | 6      | -  | -  | -  | 1  | -  | 2  |
| 14 | −2  | John Filippi        | 6      | 4      | -  | -  | -  | -  | -  | 1  |
| 15 | +1  | Robert Huff         | 6      | 3      | -  | -  | -  | -  | -  | 4  |
| 16 | −2  | Rickard Rydell      | 2      | 3      | -  | -  | -  | -  | -  | -  |
| 17 | −2  | Grégoire Demoustier | 6      | 2      | -  | -  | -  | -  | -  | 2  |
| 18 | −1  | Dušan Borković      | 2      | 0      | -  | -  | -  | -  | -  | 1  |
| 19 | −1  | Michaił Kozłowski   | 4      | 0      | -  | -  | -  | -  | -  | 3  |
| P  | +/− | Kierowca            | Starty | Punkty | P1 | P2 | P3 | PP | NO | NS |

### Producenci
| P | +/− | Konstruktor | Starty | Punkty | P1 | P2 | P3 | PP | NO | NS |
| - | --- | ----------- | ------ | ------ | -- | -- | -- | -- | -- | -- |
| 1 | 0   | Citroën     | 12     | 269    | 5  | 5  | 3  | 3  | 5  | -  |
| 2 | 0   | Honda       | 12     | 190    | 1  | -  | 1  | -  | -  | 1  |
| 3 | 0   | Łada        | 12     | 44     | -  | -  | -  | -  | -  | 8  |
| P | +/− | Konstruktor | Starty | Punkty | P1 | P2 | P3 | PP | NO | NS |

### Kierowcy niezależni
| P | +/− | Kierowca            | Starty | Punkty | P1 | P2 | P3 | PP | NO | NS |
| - | --- | ------------------- | ------ | ------ | -- | -- | -- | -- | -- | -- |
| 1 | +1  | Norbert Michelisz   | 6      | 47     | 2  | 2  | 1  | 1  | 2  | -  |
| 2 | +1  | Tom Chilton         | 6      | 43     | 1  | 2  | 2  | 1  | -  | -  |
| 3 | −2  | Mehdi Bennani       | 6      | 34     | 2  | -  | -  | 1  | 3  | 1  |
| 4 | +3  | Hugo Valente        | 5      | 24     | 1  | -  | 1  | 1  | 1  | 1  |
| 5 | −1  | Stefano D'Aste      | 6      | 23     | -  | 1  | 2  | -  | -  | 1  |
| 6 | −1  | John Filippi        | 6      | 20     | -  | -  | 1  | -  | -  | 1  |
| 7 | −1  | Grégoire Demoustier | 6      | 16     | -  | -  | -  | -  | -  | 2  |
| 8 | +1  | Tom Coronel         | 6      | 15     | -  | 1  | -  | 2  | -  | 3  |
| 9 | −1  | Dušan Borković      | 2      | 5      | -  | -  | -  | -  | -  | 1  |
| P | +/− | Kierowca            | Starty | Punkty | P1 | P2 | P3 | PP | NO | NS |